# Isabel da Baviera, Rainha dos Belgas
Isabel Gabriela Valéria Maria (Possenhofen, 25 de julho de 1876 – Laeken, 23 de novembro de 1965) foi esposa do rei Alberto I e Rainha Consorte da Bélgica de 1909 até 1934. Foi a mãe do rei Leopoldo III da Bélgica e da rainha Maria José da Itália, e avó dos reis Balduíno da Bélgica, Alberto II da Bélgica e da grã-duquesa Josefina Carlota de Luxemburgo.
Filha de Carlos Teodoro, Duque na Baviera e de Maria José de Bragança, ela se casou, em 2 de outubro de 1900, em Munique, com o príncipe Alberto, filho de Filipe, Conde de Flandres e de Maria Luísa de Hohenzollern-Sigmaringen, que subiu ao trono em 1909.
Dotada de grande simplicidade e bondade, Isabel conquistou a afeição de seu povo pela coragem que demonstrou durante a Primeira Guerra Mundial. Após o conflito, dedicou-se a diversas atividades: artísticas, filantrópicas e científicas.
Com a trágica morte de seu marido, em 1934, ela voltou-se para as artes. Criou, em 1937, o Concurso Musical Eugène-Ysaye, que, em 1950, passou a se chamar Concurso Musical Internacional Rainha Isabel da Bélgica. Durante a ocupação alemã da Bélgica, 1940-1944, usou sua influência como rainha e suas conexões alemãs para ajudar no resgate de centenas de crianças judias. Após a guerra, ela recebeu o título de Justos entre as nações, homenagem concedida pelo estado de Israel para descrever os não-judeus que arriscaram suas vidas durante o Holocausto para salvar judeus.
Ela morreu aos oitenta e nove anos, e seu corpo foi sepultado na cripta real no cemitério de Laeken.

## Família

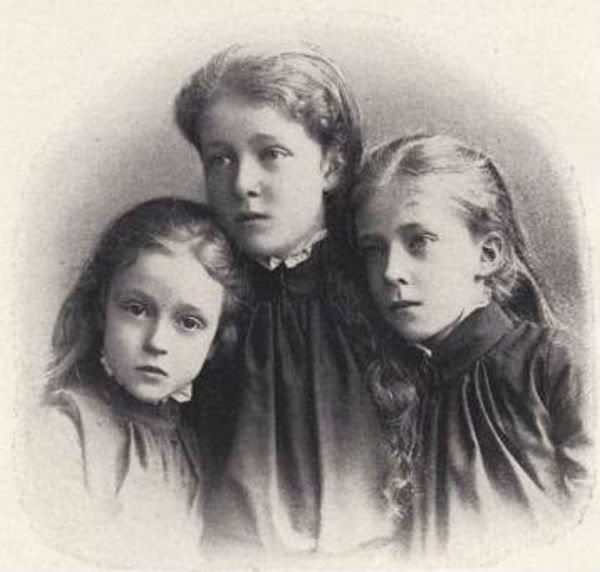
Isabel (1.ª dir.) com as irmãs Maria Gabriela e Sofia.

Nascida no Castelo de Possenhofen, seu pai era Carlos Teodoro, Duque na Baviera, chefe de um ramo cadete da família real bávara e um oftalmologista. Ela foi nomeada em homenagem a irmã de seu pai, a imperatriz Isabel da Áustria, conhecida como Sissi. Sua mãe era Maria José de Bragança, filha do exilado Miguel I de Portugal. Carlota, Grã-Duquesa de Luxemburgo, Zita de Bourbon-Parma, a última imperatriz da Áustria e rainha da Hungria, e Félix de Bourbon-Parma, marido da grã-duquesa Carlota e irmão da imperatriz Zita, eram primos de primeiro grau de Isabel.
Um artista, o duque Carlos Teodoro cultivou os gostos artísticos de sua família e Isabel cresceu com um profundo amor pela pintura, música e escultura. Na clínica de seu pai, onde sua mãe trabalhava como enfermeira, Isabel foi exposta ao trabalho produtivo e ao sofrimento humano algo incomum para uma princesa na época.

## Casamento
Em 1897, a Duquesa Isabel encontrou-se pela primeira vez com o Príncipe Alberto, segundo na linha de sucessão ao trono da Bélgica durante o funeral de sua tia Sofia da Baviera, que era sogra da irmã de Alberto Henriqueta da Bélgica.

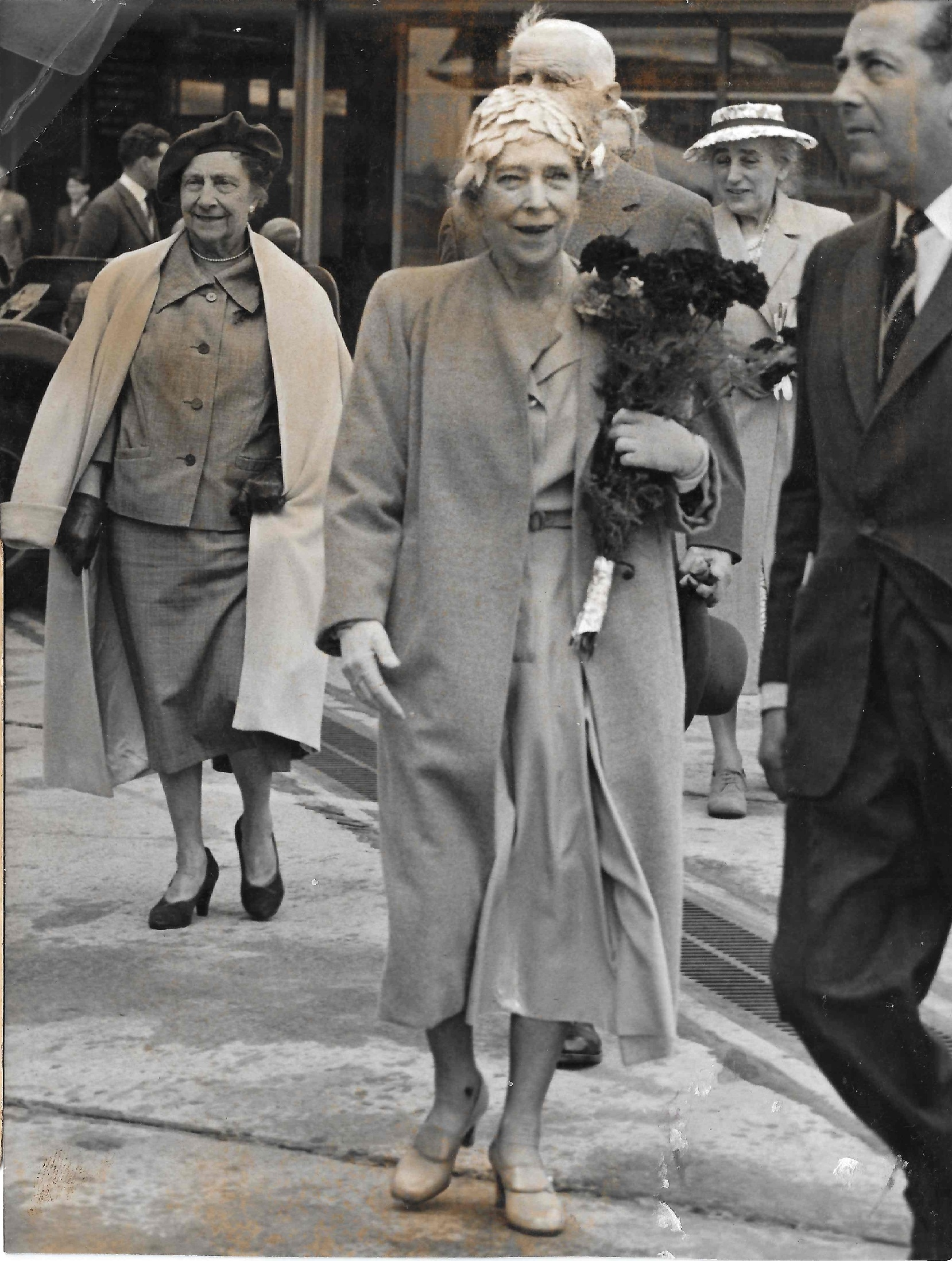
Rainha Elizabeth dos Belgas, Condessa Carton de Wiart (1959) (Coleção Gabriel Dorneles)

Em 2 de outubro de 1900, na cidade de Munique casou-se com o Príncipe Alberto. Após ele ascender ao trono belga em 1909, Isabel tornou-se rainha dos belgas. A nova Rainha assumiu um papel mais público que suas predecessoras, envolvendo-se como muitas atividades de caridade e organizações, particularmente aquelas envolvidas com arte e bem-estar social. Sua natureza amistosa  e verdeiro cuidado e preocupação com os outros, tornaram-a muito popular com o povo da Bélgica.

## Filhos
- Leopoldo III da Bélgica, nascido em 3 de novembro de 1901.
- Carlos, Conde de Flandres, nascido em 10 de outubro de 1903.
- Maria José da Bélgica, nascida em 4 de agosto de 1906.

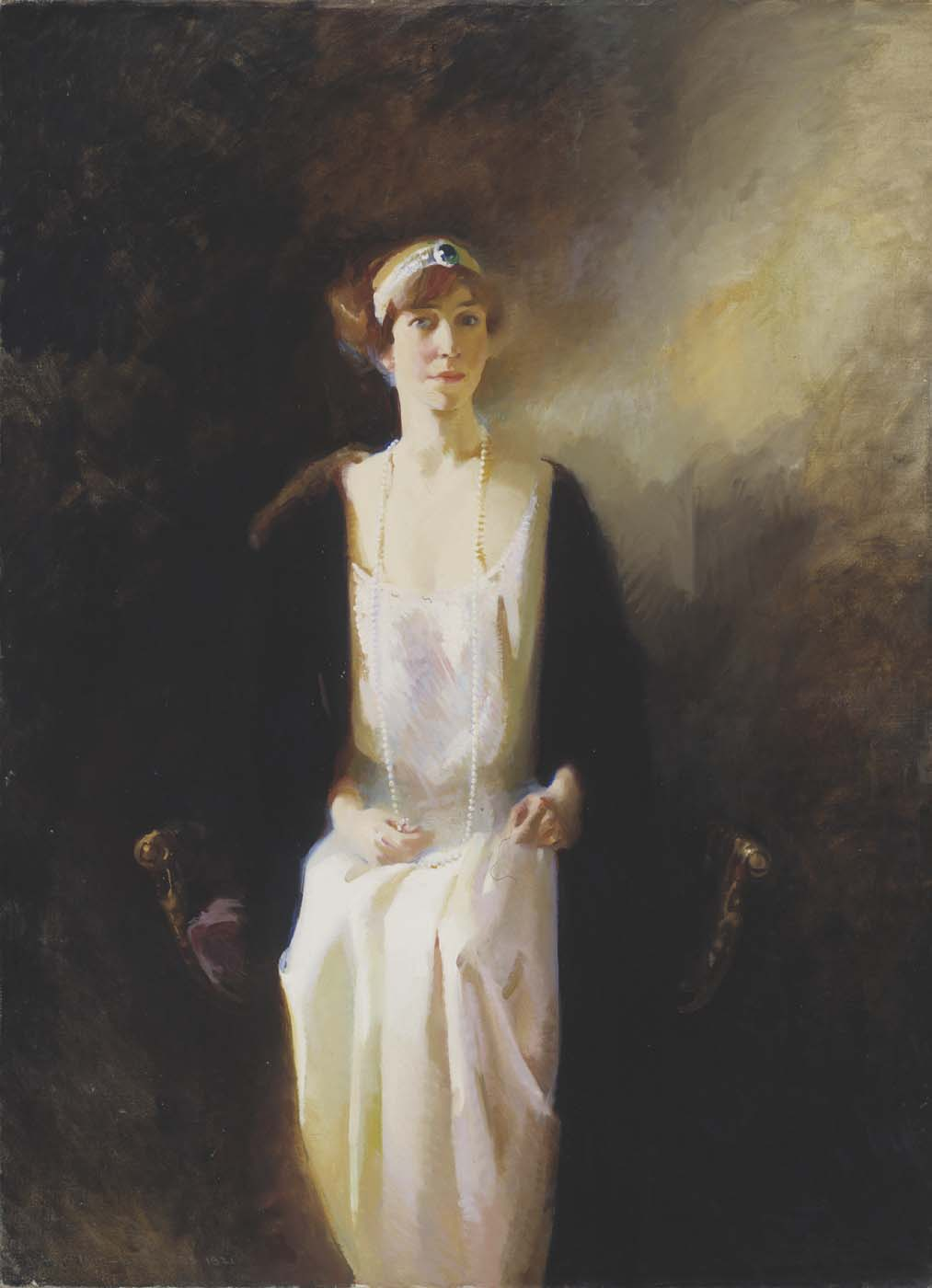
Isabel, Rainha dos Belgas
Jean MacLane, 1921